# 사용자 정의 문자 편집기
사용자 정의 문자 편집기(Private Character Editor, Eudcedit.exe)는 사용자 정의 문자를 생성하기 위해 마이크로소프트 윈도우에 기본으로 포함되는 폰트 편집기이다. 제한적인 기능을 한다. 편집 대상은 유니코드 하의 사용자 정의 문자들이다. 이 프로그램은 "동아시아" 버전의 윈도 시작 메뉴를 눌러 접근할 수 있다. 다른 언어판 윈도우에서는 실행 명령나 명령 프롬프트를 통해서만 접근할 수 있다. 이를테면 정확한 위치는 C:\WINDOWS\system32\ 아래의 eudcedit.exe이다.

## 같이 보기
- 문자표
- 사용자 정의 문자